# Otto Bökle
Otto Robert Bökle (* 17. Februar 1912 in Zuffenhausen; † 16. August 1988 in Stuttgart-Zuffenhausen) war ein deutscher Fußballspieler.

## Karriere

### Vereine
Der 1932 vom FV Zuffenhausen zum VfB Stuttgart gewechselte Halbstürmer Otto Bökle war über viele Jahre hinweg eine der großen Stützen der Cannstatter. Mit dem VfB gewann er 1933 den Süddeutschen Pokal und 1935 die Meisterschaft in der Gauliga Württemberg. In der Endrunde um die Deutsche Meisterschaft verwiesen die Schwaben die SpVgg Fürth, den 1. Hanauer Fußball-Club 1893 und den 1. SV Jena auf die Plätze. Zum 4:2-Halbfinalsieg über den VfL Benrath steuerte er zwei Tore bei. Das am 23. Juni 1935 in Köln ausgetragene Endspiel wurde jedoch mit 4:6 gegen den Titelverteidiger FC Schalke 04 verloren, in dem er ebenfalls zwei Tore erzielte.
In den Jahren 1938 und 1943 folgten weitere Gaumeisterschaften in Württemberg und Teilnahmen an der Endrunde um die Deutsche Meisterschaft. Seriensiege waren für den VfB allerdings nicht möglich. Dies verhinderte die sportliche Klasse des Lokalrivalen Stuttgarter Kickers, der die Nationalspieler Edmund Conen und Albert Sing in seinen Reihen hatte.
Nach dem Zweiten Weltkrieg war Bökle Mitglied des Meisterteams der Saison 1945/46 in der Oberliga Süd. Der VfB Stuttgart gewann am letzten Spieltag mit 1:0 gegen den 1. FC Nürnberg und wurde damit mit einem Punkt Vorsprung vor der Mannschaft von Max Morlock Meister. Der Siegtorschütze war nicht der Torschützenkönig Robert Schlienz mit 42 Toren, sondern der 34-jährige Otto Bökle. 1948 konnte er den Gewinn des Württembergischen Pokals feiern, bevor er nach dem Absolvieren der Saison 1948/49 in der Oberliga Süd seine Laufbahn beendete. Am 22. Mai 1949, dem letzten Spieltag der Saison, bestritt er bei der 2:4-Niederlage im Auswärtsspiel gegen den BC Augsburg sein letztes Pflichtspiel für den VfB Stuttgart, für den er von 1945 bis 1949 77 Oberligaspiele absolvierte und 27 Tore erzielte. Des Weiteren bestritt er elf Endrundenspiele um die Deutsche Meisterschaft, in denen er acht Tore erzielte, sowie acht DFB-Pokalspiele in denen ihm ein Tor gelang. In der Statistik des VfB Stuttgart wird er einschließlich aller Freundschaftsspiele mit über 800 Einsätzen geführt.

### Nationalmannschaft
Sein einziges Länderspiel für die A-Nationalmannschaft unter Reichstrainer Otto Nerz bestritt er am 13. Oktober 1935 in Königsberg beim 3:0-Sieg über die Nationalmannschaft Lettlands. In der Verbinderrolle auf Halblinks stürmte er gemeinsam mit dem Dortmunder August Lenz.

## Erfolge
- Zweiter der Deutschen Meisterschaft 1935
- Süddeutscher Meister 1946
- Gaumeister Württemberg 1935, 1937, 1938, 1943
- Süddeutscher Pokal-Sieger 1933